# 萊克伍德 (愛荷華州)
萊克伍德（英語：Lakewood）是位於美國愛荷華州萊昂縣的一個鬼鎮。該地的面積和人口皆未知。

## 歷史
萊克伍德原有一個於1900年成立的郵政局，但其後於1918年倒閉。萊克伍德的名字取自附近一個被樹木包圍的湖。

## 地理
萊克伍德所處的海拔為高於海平面400米（即1312英呎），而該地所採用的時區為UTC-6，即北美中部時區（CST）。同時該地設有夏令時間，為UTC-6調快一小時，即UTC-5（CDT）。